# Strongoli

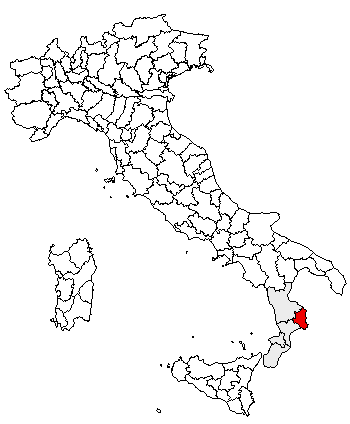

Strongoli là một thành phố và cộng đồng (comune) thủ phủ tỉnh Crotone trong vùng Calabriao miền bắc nước Ý. Trong thời cổ đây là Petelia
Đô thị Strongoli có diện tích 78 ki lô mét vuông, dân số thời điểm năm 31 tháng 5 năm 2004 là 5525 người. Kinh tế địa phương dựa vào sản xuất dầu, rượu vang, ngũ cốc, cam chanh và chăn nuôi gia súc. Đây là nơi sinh của Leonardo Vinci.
Đô thị Strongoli có các đơn vị dân cư (frazioni) sau:
Các đô thị giáp ranh: 